# Lomanoxoides selviriaensis
Lomanoxoides selviriaensis är en skalbaggsart som beskrevs av Zdzisława Stebnicka 1999. Lomanoxoides selviriaensis ingår i släktet Lomanoxoides och familjen Aphodiidae. Inga underarter finns listade i Catalogue of Life.